# Бишаул-Унгарово
Бишау́л-Унга́рово (баш. Бишауыл-Уңгар) — деревня в Кармаскалинском районе Башкортостана, входит в состав Савалеевского сельсовета.

## Географическое положение
Расстояние до:
- районного центра (Кармаскалы): 15 км,
- центра сельсовета (Савалеево): 4 км,
- ближайшей ж/д станции (Карламан): 2 км.

## История
Люди издавна селились на этом месте, на территории деревни найдены Бишунгаровские курганы из числа раннесарматских погребений III—II вв. до н. э.
Одно из наиболее ранних упоминаний относится к 1648 г. Деревня в XVII в. называлась Бишаул. С середины XVIII в. она стала называться Унгарово. Под этим именем или под двойным названием Бишаул-Унгарово она известна в течение следующего столетия, в XX веке, в советское время называлась Бишунгарово.
Упоминается об участии бишаульцев в восстании Емельяна Пугачёва. B 1795 г. в 75 домах проживало 172 мужчины и 189 женщин. Жители деревни занимались скотоводством, земледелием, пчеловодством. В конце XIX в. было 3 хлебозапасных магазина, 2 бакалейные лавки. Действовали 2 мечети и соответственно 2 духовные школы.
В 1866—1919 гг. д. Бишаул-Унгарово была центром Бишаул-Табынской волости. Тогда в ней насчитывалось 14 селений. Затем все они вошли во вновь образованную Кармаскалинскую волость Уфимского кантона, С 1930 г. в составе Кармаскалинского района.
В Бишаул-Унгаровской школе работал башкирский писатель Фарит Исангулов.

## Население
| 2002 | 2009 | 2010 |
| ---- | ---- | ---- |
| 672  | ↘667 | ↘573 |

Национальный состав
Согласно переписи 2002 года, преобладающая национальность — башкиры (99 %).

## Религия
В деревне есть мечеть «Халифа».

## Достопримечательности
- Бишунгаровские курганы — крупнейшие курганы из числа раннесарматских погребений III—II вв. до н. э.